# Julius Tandler

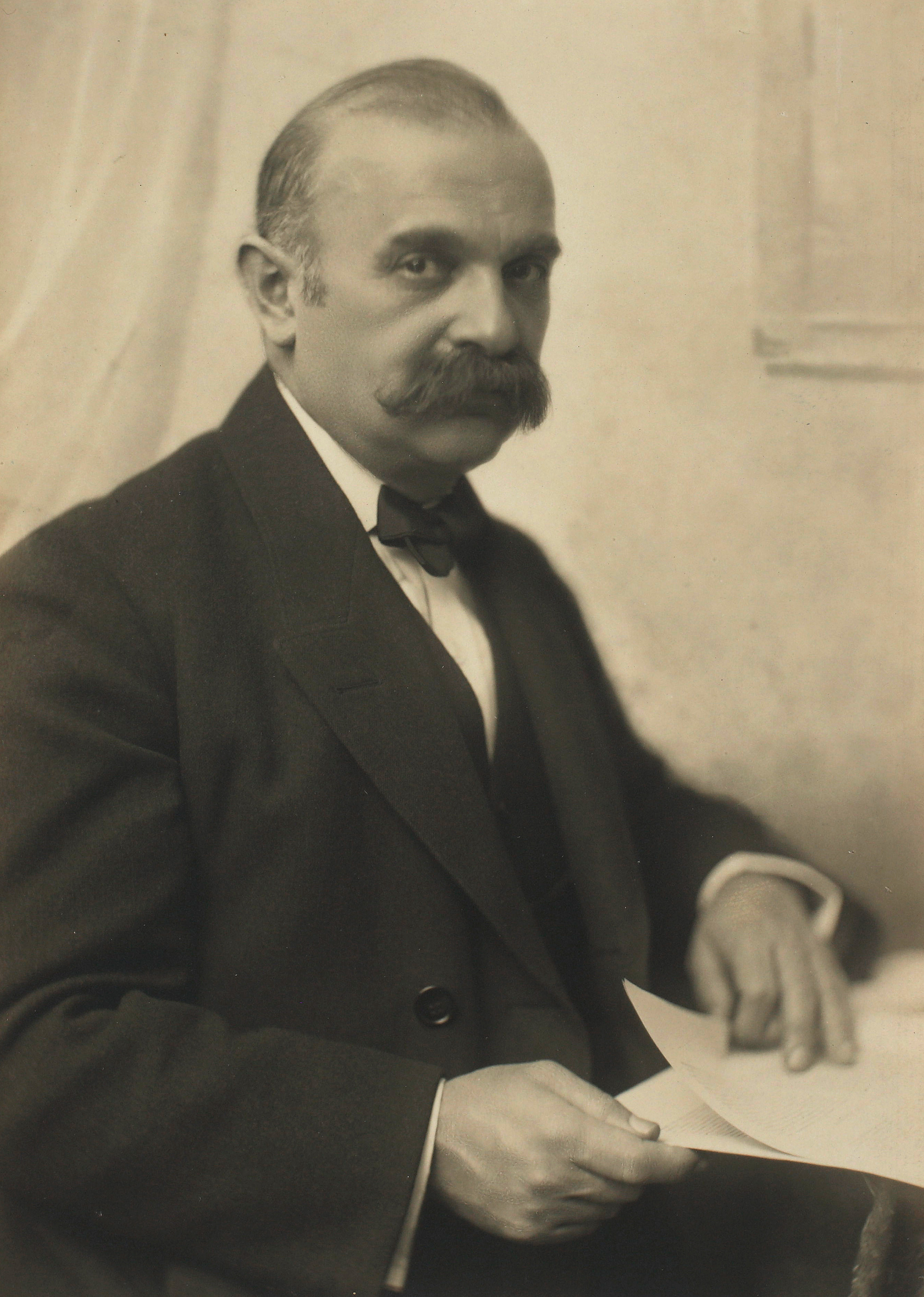
Julius Tandler (1928)

Julius Tandler (* 16. Februar 1869 in Iglau/Mähren; † 25. August 1936 in Moskau) war ein österreichischer Anatom und sozialpolitisch tätiger Mediziner.
Durch seine anatomischen Forschungsarbeiten nimmt er einen bedeutenden Platz in der Geschichte dieses medizinischen Faches ein. Er begründete die Zeitschrift für Angewandte Anatomie und Konstitutionslehre. Große Bedeutung hatte er für die Geschichte des Wohlfahrtswesens in Wien mit seinem „geschlossenen System der Fürsorge“.

## Leben
Julius Tandler wurde in Iglau im damaligen Kronland Mähren geboren, besuchte aber das Gymnasium Wasagasse in Wien-Alsergrund. Zwischen 1889 und 1895 absolvierte Tandler sein Medizinstudium in Wien, das er mit der Promotion abschloss. Er wurde, nachdem er sich 1899 habilitiert hatte, 1910 Inhaber der 1. Anatomischen Lehrkanzel an der Universität Wien als Nachfolger seines Vorgesetzten und Lehrers Emil Zuckerkandl und in den Kriegsjahren 1914 bis 1917 Dekan der Medizinischen Fakultät. Am 9. Mai 1919 erfolgte seine Bestellung zum Unterstaatssekretär und Leiter des Volksgesundheitsamtes. Im Jahr 1920 wechselte er vom Volksgesundheitsamt zur Stadt Wien, wo er als Stadtrat für das Wohlfahrts- und Gesundheitswesen des „Roten Wien“ vor allem für einen Ausbau der Fürsorge arbeitete. Er engagierte sich besonders gegen die als „Wiener Krankheit“ bezeichnete Tuberkulose und bestellte den Sozialmediziner Alfred Götzl (1873–1946) zum Chefarzt der Tuberkulosefürsorge der Stadt Wien. In den frühen dreißiger Jahren wirkte Tandler auch im Rahmen der Hygiene-Sektion des Völkerbundes mit, der Vorläuferorganisation der Vereinten Nationen, so etwa 1933 als medizinischer Berater in China und der Sowjetunion. Im Jahr 1925 wurde er zum Mitglied der Leopoldina gewählt.
Ende der 1920er begannen Studentenverbindungen, Tandler mit antisemitischen Agitationen in seiner Tätigkeit als Forscher und Wissenschaftler zu behindern. Die Angriffe richteten sich vor allem gegen das Anatomische Institut in der Währinger Straße, wo Tandler unterrichtete, sowie gegen das Hauptgebäude der Universität Wien. Im Zuge der Februar-Ereignisse des Jahres 1934 wurde Tandler vorübergehend verhaftet und verlor seine Professur. Er entschloss sich daraufhin, Österreich zu verlassen und emigrierte über China in die Sowjetunion. Dort starb er 1936 in Moskau.

## Wirken
Tandler gehörte in seiner Zeit zu den führenden Anatomen der Universität Wien und beschäftigte sich vor allem mit Muskeltonus und Herz- sowie Prostata- und Ureteranatomie. Auch widmete er sich unter anderem einer wissenschaftlichen Untersuchung des Schädels Joseph Haydns. Neben seinem Wirken als Arzt war sein Verdienst ein Bemühen eines Umstieges von einem Sozialsystem, das nur auf Barmherzigkeit beruhte, auf eines, das auf dem Recht gegenüber der Gesellschaft basierte. So errichtete Tandler in Wien zahlreiche soziale Einrichtungen, die heute noch bestehen, wie Mütterberatungsstellen, Säuglingswäschepakete oder Eheberatungsstellen und Trinkerberatungsstellen. Auch regte er den Bau eines Krematoriums und des Wiener Praterstadions an.

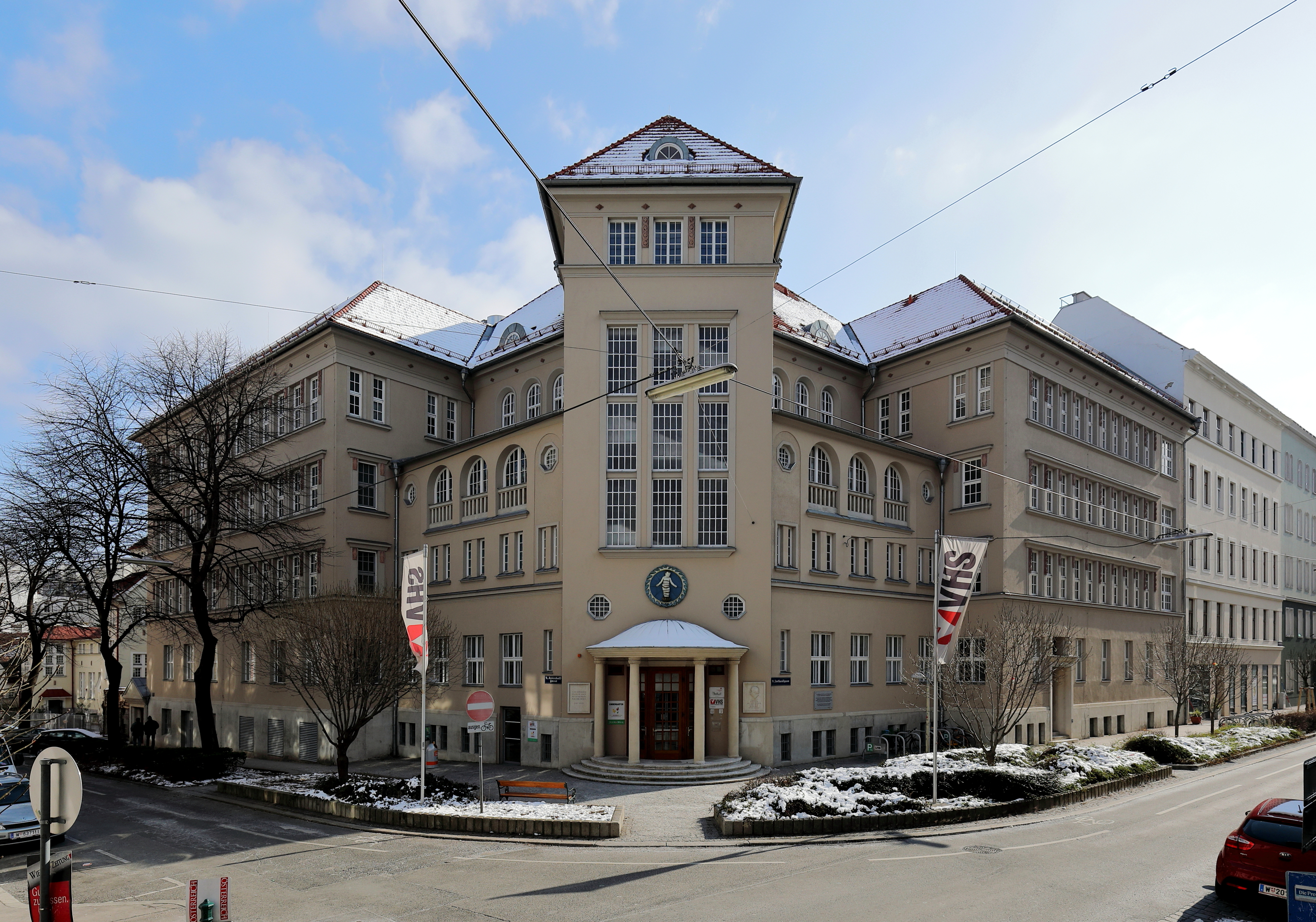
Kinderübernahmestelle der Stadt Wien; eröffnet am 18. Juni 1925

1923 initiierte er die Schaffung des heutigen Julius-Tandler-Familienzentrums als Kinderübernahmestelle der Gemeinde Wien. Gemeinsam mit dem Chirurgen Leopold Schönbauer errichtete er in Wien die erste Krebsberatungsstelle. Unter ihm kaufte auch die Stadt Wien als dritte Stadt weltweit Radium, damit im Krankenhaus Lainz Krebspatienten bestrahlt werden konnten. Die Anpassung und Reformierung der Krankenpflege in Bezug auf die neuen sozialen Projekte und veränderten Krankenhausstrukturen waren ein ständiges Anliegen Tandlers. Bei der Finanzierung dieser Einrichtungen half ihm sein persönlicher Freund, der Wiener Stadtrat Hugo Breitner, der Tandler scherzhaft als seinen teuersten Freund bezeichnete.
Tandler war Mitglied der Sozialdemokratischen Arbeiterpartei Österreichs (SDAP) und „wirkte 1919–20 als Unterstaatssekretär im Volksgesundheitsamt unter Ferdinand Hanusch. Er nahm Einfluss auf die Schaffung der Sozialgesetze, besonders 1920 auf das Krankenanstaltengesetz, das in den Grundzügen noch heute gilt. Bereits 1919 wurde er in den Wiener Gemeinderat gewählt und wirkte nach dem Ausscheiden aus der Regierung als Amtsführender Stadtrat für das Wohlfahrtswesen.“

### Thesen zu „unwertem Leben“
Tandler vertrat mehrfach in Aufsätzen und Vorträgen die Forderung nach der Vernichtung bzw. Sterilisierung von „unwertem Leben“. Tandlers Ansätze im Bereich der Bevölkerungspolitik werden heute kritisch gesehen, weisen sie ihn doch als einen typischen Vertreter der frühen sozialistischen Eugenik aus.
So schrieb er im Jahre 1924 in einem Aufsatz zu  Ehe und Bevölkerungspolitik:
„Welchen Aufwand übrigens die Staaten für völlig lebensunwertes Leben leisten müssen, ist zum Beispiel daraus zu ersehen, daß die 30.000 Vollidioten Deutschlands diesem Staat zwei Milliarden Friedensmark kosten. Bei der Kenntnis solcher Zahlen gewinnt das Problem der Vernichtung lebensunwerten Lebens an Aktualität und Bedeutung. Gewiß, es sind ethische, es sind humanitäre oder fälschlich humanitäre Gründe, welche dagegen sprechen, aber schließlich und endlich wird auch die Idee, daß man lebensunwertes Leben opfern müsse, um lebenswertes zu erhalten, immer mehr und mehr ins Volksbewußtsein dringen.“
Widersprüchlich dazu schrieb Tandler im selben Aufsatz:

„Es gibt lebensunwertes Leben vom Standpunkt des Individuums aber auch vom Standpunkt der Bevölkerungspolitik und auch hier geraten Individuum und Allgemeinheit oft in Konflikt. Die Einschätzung des Wertes des eigenen Lebens ist und bleibt ein Teil der persönlichen Freiheit; es gibt nicht nur ein Recht auf Leben, sondern auch eine Pflicht zu leben und die Abschätzung zwischen Pflicht zu bleiben und Recht zu gehen, ist Angelegenheit des Individuums.“

Tandler schlug für die Umsetzung seiner Ideen keine medizinischen Zwangsmaßnahmen (sog. „negative Eugenik“), sondern eine auf Beratung und Aufklärung der Bevölkerung etwa im Bereich der Eheberatung und Familienplanung basierende „positive Eugenik“ vor.

## Ehrungen

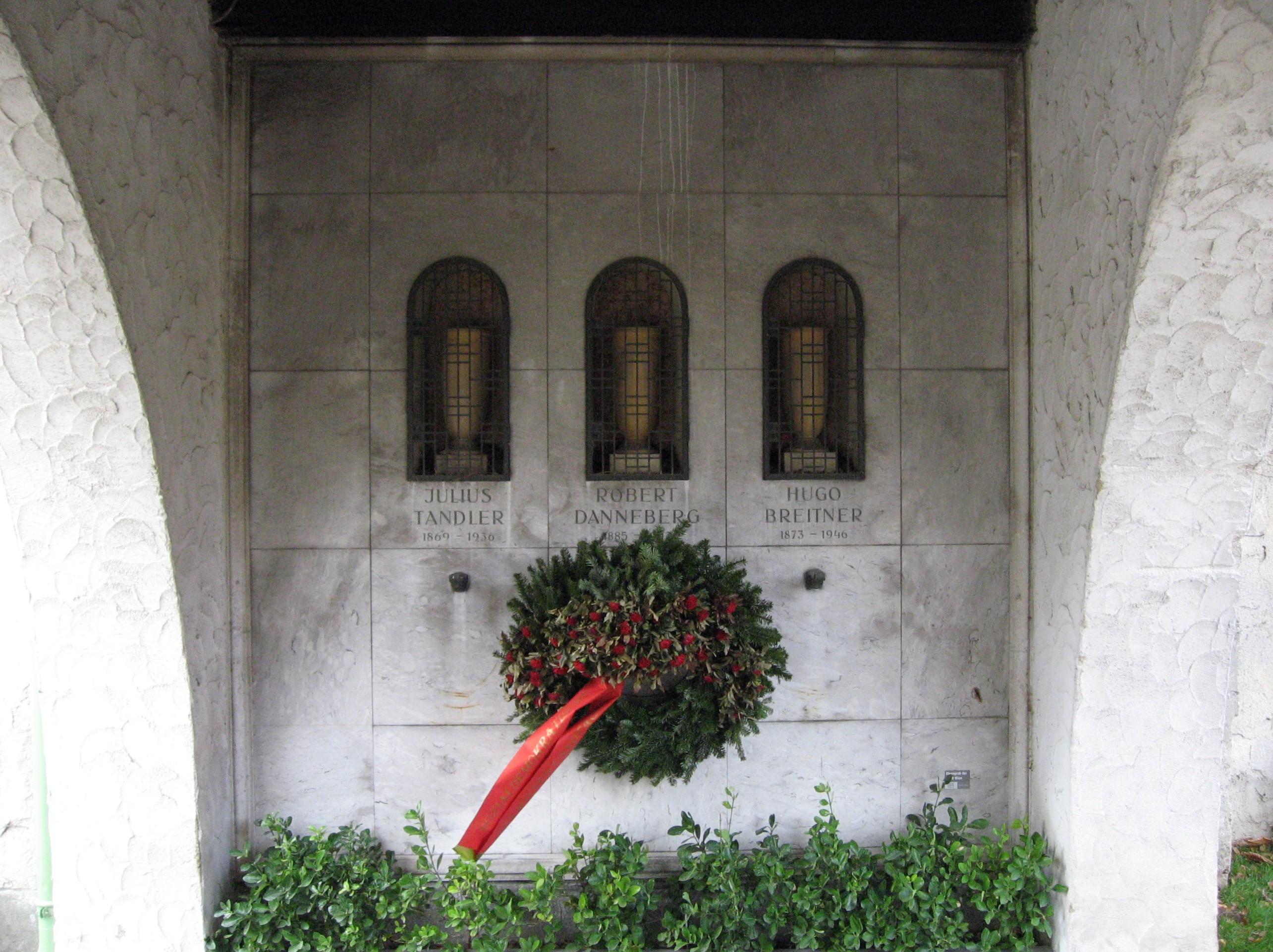
Gemeinsame Grabstätte für Tandler, Danneberg und Breitner

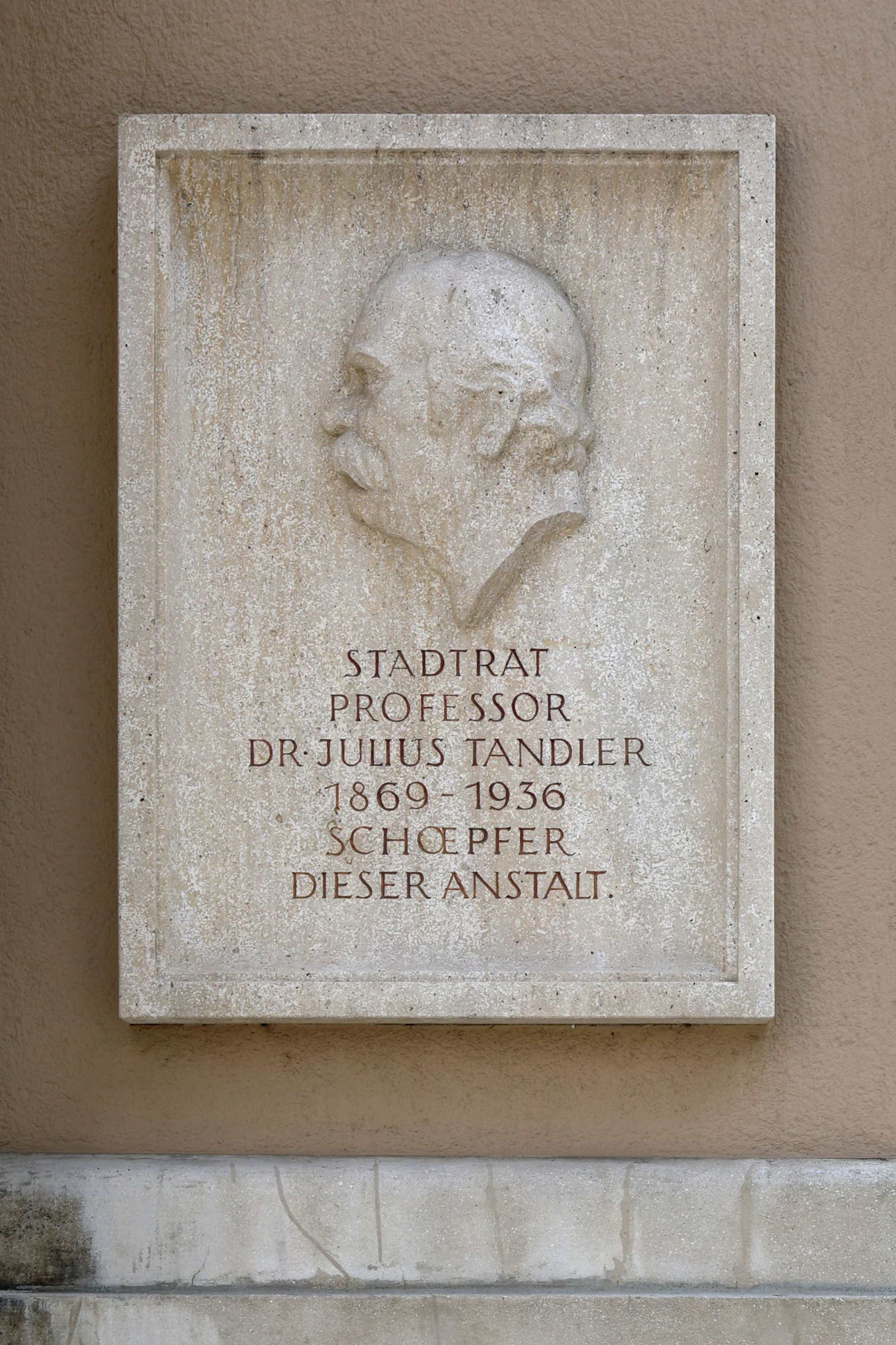
Gedenktafel für Julius Tandler am Julius-Tandler-Familienzentrum (Wien-Alsergrund)

Die Urne mit seiner Asche wurde 1950 in einem gemeinsamen Urnendenkmal für ihn sowie für Hugo Breitner und Robert Danneberg in der Feuerhalle Simmering beigesetzt (Abteilung ML, Gruppe 1, Nr. 1A). Diese Anlage zählt zu den ehrenhalber gewidmeten Grabstellen der Stadt Wien.
Im Alsergrund, dem 9. Wiener Gemeindebezirk, wurde der Althanplatz 1949 nach ihm in Julius-Tandler-Platz umbenannt. Der Platz befindet sich direkt vor dem Franz-Josefs-Bahnhof.
Seit 1960 wird die Professor-Dr.-Julius-Tandler-Medaille der Stadt Wien an Personen verliehen, die sich auf sozialem Gebiet Verdienste erworben haben.

## Schriften
- Anatomie des Herzens. Jena: Fischer, 1913 (Handbuch der Anatomie des Menschen. Hrsg. von Karl von Bardeleben. Bd. 3. Anatomie des Gefäßsystems. Abt. 1)
- Julius Tandler, Siegfried Grosz: Die biologischen Grundlagen der sekundären Geschlechtscharaktere. Berlin: Springer, 1913
- als Hrsg. unter Mitwirkung von Anton von Eiselsberg, Alexander Kolisko und Friedrich Martius: Zeitschrift für Angewandte Anatomie und Konstitutionslehre. Verlag von Julius Springer, Wien 1914 ff., später auch Zeitschrift für Konstitutionslehre, fortgesetzt ab 1935 und herausgegeben von Günther Just und Karl Heinrich Bauer als Zeitschrift für menschliche Vererbungs- und Konstitutionslehre.
- Topographie dringlicher Operationen. 1916.
- Lehrbuch der systematischen Anatomie. 4 Bände, 1918–24.
- Ehe und Bevölkerungspolitik. Wiener Medizinische Wochenschau, 1924.
- Das Wohlfahrtsamt der Stadt Wien. 1931.
- Volk in China. Thalia, Wien 1935.[13]
- Julius Tandler, Siegfried Kraus: Die Sozialbilanz der Alkoholikerfamilie : eine sozialmedizinische und sozialpsychologische Untersuchung. Wien: Gerold, 1936

## Zeitschriftenbeiträge (Auswahl)
In: Der sozialistische Arzt
- Krankenhauswesen und offene Fürsorge in Wien. Band II (1927), Heft 4 (März), S. 27–29 Digitalisat

In: Internationales ärztliches Bulletin
- Chinesische Spitäler. Band I (1934), Heft 7–8 (Juli–August), S. 121–122 Digitalisat